# Ippolita Maria Sforza
Ippolita Maria Sforza (Jesi, 18 aprile 1445 – Napoli, 19 agosto 1488) era figlia di Francesco I Sforza e di Bianca Maria Visconti; divenne Duchessa di Calabria per matrimonio, ma morì prima che suo marito Alfonso II d'Aragona diventasse re di Napoli (1494).

## Biografia

### L'infanzia
Ippolita nacque il 18 aprile 1445 da Francesco Sforza, famosissimo condottiero e futuro duca di Milano, e da Bianca Maria Visconti, unica figlia del duca di Milano Filippo Maria Visconti. Fin da fanciulla dimostrò precocità d'intelletto, amore per le lettere ed una certa passione per la caccia, favorita in questo dal padre che le donava spesso levrieri per le loro tenute di campagna. Francesco Sforza chiedeva talvolta alla giovanissima figlia di fare da intermediaria fra lui e la madre, affinché lo aiutasse a rientrare nelle grazie di Bianca Maria, le volte in cui egli e la moglie entravano in lite per qualche ragione.
Ebbe per maestri Guiniforte Barzizza, di Baldo Martorelli, umanista marchigiano erede della pedagogia umanista di Vittorino da Feltre, e Costantino Lascaris, che le impartì lo studio del greco e le dedicò una Grammatica greca.
Arienti così la descrive:
(Giovanni Sabadino degli Arienti, Gynevera de le clare donne.)

### Il matrimonio
Il 10 ottobre 1465 andò in sposa al duca di Calabria Alfonso d'Aragona, figlio di re Ferrante di Napoli. Quest'ultimo inviò il secondogenito Federico con seicento cavalli a Milano a sposare per procura Ippolita in nome del fratello e ad accompagnarla nella sua nuova dimora.
La sposa aveva già lasciato Milano col corteo nuziale, quando il matrimonio rischiò di saltare a causa della morte improvvisa del condottiero Jacopo Piccinino, genero di Francesco Sforza. Ferrante d'Aragona infatti l'aveva precedentemente attirato a Napoli con la falsa promessa di una condotta e poi per vendetta fatto incarcerare, in quanto il condottiero aveva combattuto contro di lui durante la prima rivolta baronale. Jacopo Piccinino morì poco dopo l'arresto, a detta di Ferrante per essere precipitato dalla finestra a seguito di un fallito tentativo di fuga, ma secondo i più fu strangolato in carcere per ordine del sovrano. Francesco Sforza si adirò talmente tanto per la sua morte da bloccare il corteo di nozze della figlia, minacciando di disdire le nozze. La situazione alla fine si risolse e Ippolita, dopo essersi trattenuta per due mesi a Siena ed essere passata poi per Roma, raggiunse Napoli il 14 settembre, dove con grande magnificenza venne ricevuta da Alfonso suo marito e dal suocero Ferrante, il quale per celebrare il matrimonio allestì molte feste e spettacoli.

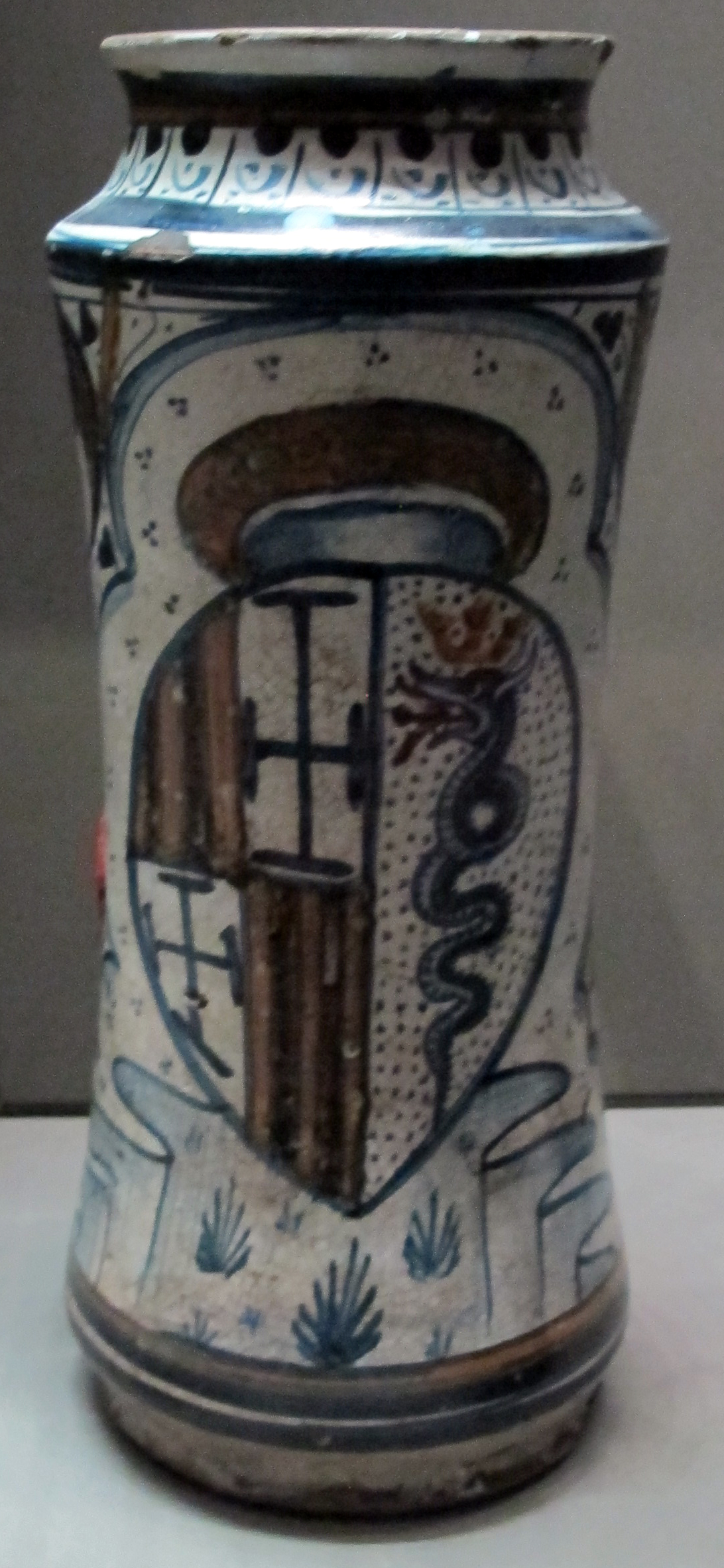
Albarello napoletano con lo stemma di Alfonso d'Aragona e di Ippolita.

Nei primi tempi i rapporti col marito, più giovane di lei di tre anni, dovettero essere buoni, se in quello stesso anno la quindicenne Eleonora d'Aragona, in procinto a sua volta di sposarsi col fratello minore d'Ippolita, Sforza Maria Sforza, desiderava "pur qualcuna de le carezone [che] vede fare alcuna volta dal duca de Calabria alla duchessa", e se Ippolita stessa scrive alla madre che lei e Alfonso dormivano insieme ogni notte e che spesso si divertivano fra cacce e sollazzi nelle residenze di campagna. In questi termini ella descrive ad esempio il marito in una delle tante lettere: "el mio Ill.mo consorte [...] et con caccia di falconi et nebbii et con giugare al ballone et con leggere et interpretarme uno suo libro spagnuolo de regimento de stato et molte altre cose morale, me ha tenuto et tene in grandissimo piacere".
Se così era, dunque i rapporti fra i coniugi dovettero deteriorarsi in seguito col tempo, sia per i continui e sfacciati tradimenti di Alfonso, che avrebbe trovato una nuova e compiacente amante in Trogia Gazzella, sia per il carattere che lo contraddistingueva. In effetti già poche settimane dopo le nozze si ha notizie delle prime gelosie di Ippolita nei confronti del coniuge: Alfonso è descritto da dame e ambasciatori come un giovane molto bello, "tanto grazioxo che non se poria dire", ma "tanto vivo ch'el non poria stare fermo meza hora".
Anche Alfonso tuttavia si mostrò geloso della moglie: nell'estate del 1466 non volle che Ippolita giocasse più con Giovanna da Correggio, moglie di Roberto Sanseverino, quando questa si recava a trovarla accompagnata dal proprio parente Gian Francesco. Forse il figlio o un altro omonimo.
A partire dal dicembre 1466 alcune lettere sia degli ambasciatori sia della diretta interessata riportano un episodio di gelosia da parte di Ippolita, a quel tempo gravida del primogenito, la quale aveva incaricato un proprio servitore, certo Donato, di pedinare il marito dovunque andasse. Alfonso pertanto, accortosi d'essere seguito, aveva reagito con un gesto assai deciso  nei confronti di Donato che non ci è dato sapere (l'ambasciatore Pietro Landriani parla di bastonate), ma che tuttavia deve essere stato assai grave se Ippolita se ne mostra addoloratissima, scrivendo alla madre: "questa cosa de Donato che non me scordarò mai [...] non una ferita al core, ma credo se apresse per mezzo tanto fu el dolore mio et serà".
Re Ferrante minimizzò l'accaduto coi parenti milanesi, dicendo che "queste guerre del giorno hanno pace la sera", ma la situazione non migliorò neppure con l'annuncio della prima gravidanza della duchessa.
La reazione violenta di Alfonso non deve sorprendere: egli fu non a caso odiatissimo dal popolo napoletano per aver offeso i propri sudditi con "crudelissimi insulti et iniurie", per essersi reso colpevole dei crimini più nefandi, quali "violar virgine, prender per suo dilecto le donne d'altri" e per praticare il "vitio detestando et abominevole de la sodomia", stava dunque solamente iniziando a manifestare alla consorte il proprio reale carattere. Nondimeno Ippolita come moglie gli rimase sempre e comunque fedele, difatti ella "si distinse per l'alta fedeltà verso il temibile marito e per l'inaudita pudicizia", e, in ogni caso, ancora nel 1487 risulta che Alfonso avesse con lei un forte legame, "dormendo continuamente con Madama duchessa di Calabria", tanto da stupire i medici, che non riuscivano a capire come potesse mantenersi in salute, pur essendo continuamente in attività e riposandosi pochissimo.
Re Ferrante si mostrò dal canto proprio soddisfattissimo della nuora per la sua bellezza, intelligenza e costumanza, a tal punto che gli ambasciatori sforzeschi scrivevano che "la Maestà del re non have altro piacere, né altro paradiso non pare che trove, se non quando la vede danzare et anche cantare". Dalle lettere alla madre traspare a tal proposito del disagio per le dimostrazioni d'affetto eccessive del suocero.
Ella strinse ottimi rapporti d'amicizia anche col cognato Federico, come lei amante delle lettere e uomo dall'animo assai sensibile, che spessissimo l'andava a trovare in Castel Capuano o nella villa detta della Duchesca trattenendosi in sua compagnia.

Per tutta la vita Ippolita si trovò a svolgere il ruolo di pacificatrice tra Milano e Napoli e tra Napoli e Firenze, in quanto i rapporti tra le varie potenze erano tesi e Ferrante fu in parte responsabile della famosa congiura dei Pazzi. Nel 1480 difatti quando Lorenzo de' Medici si recò, non senza qualche timore, a Napoli per cercare di mediare una pace con Ferrante, non lasciò Firenze prima d'essere stato rassicurato da Ippolita sul fatto che Ferrante non l'avrebbe incarcerato e ucciso così com'era solito fare con gli ospiti.

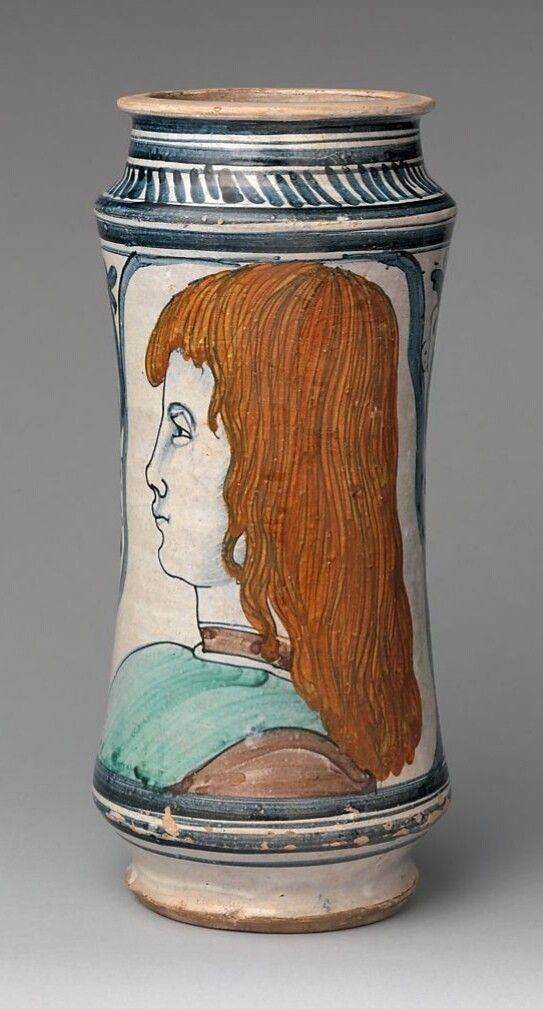
Albarello napoletano con probabile ritratto infantile di Ferrandino, figlio primogenito di Ippolita.

Già nel 1468 del resto Ippolita era tornata alla corte di Milano per tentare di pacificare il fratello Galeazzo Maria, divenuto duca dopo la morte del padre, con la loro madre Bianca Maria e parimenti col suocero Ferrante. Tuttavia la visita si rivelò assai breve, in quanto Ippolita, all'epoca nel pieno della propria bellezza di donna, fu costretta a tornare rapidamente a Napoli per sfuggire, pare, alle lusinghe del fratello, il quale mostrava nei suoi confronti sentimenti assai ambigui. Battibecchi col fratello furono dovuti anche al fatto che Ippolita, su richiesta della cognata Bona, cercava di scoprire se Galeazzo avesse delle amanti. Questi ammise infine i propri tradimenti, rinfacciando però sarcasticamente alla sorella «che lui trattava sua moglie meglio di quanto il marito non trattasse lei».
Come madre fu assai affezionata ai propri figli, e lo dimostra la tenera lettera che scrisse alla propria madre per annunciarle la nascita del primogenito Ferrandino, nella quale si augura che il figlioletto, crescendo, le dimostri il medesimo affetto ch'ella dimostrava tuttora alla propria genitrice. Oltre che i tre figli avuti da Alfonso, Ippolita crebbe come propri anche i due nipotini, Beatrice e Ferrante d'Este, figli della cognata Eleonora d'Aragona, la quale li aveva lasciati ancora bambini presso la corte di Napoli per volontà del padre Ferrante.

### La morte
Morì improvvisamente il 19 agosto 1488 in Castel Capuano, poco prima delle nozze della figlia Isabella, a detta dell'Arienti a causa di un "apostema nel capo".
La sua morte fu profetata da frate Francesco detto d'Aragona, che si trovava nella città di Firenze: da lì il frate scrisse alla duchessa, la quale gli raccomandava di pregare per l'anima della madre, d'avere avuto una visione nella quale la defunta Bianca Maria Visconti gli riferiva di aver supplicato Dio di far entrare la figlia con sé in paradiso, aggiungendo che ormai il pane era cotto e che l'Onnipotente era impaziente di gustarne al proprio convito. Due o tre giorni dopo aver ricevuto la lettera, Ippolita s'infermò gravemente e sedici giorni dopo morì, nonostante tutte le processioni e le reliquie - quali il sangue di San Gennaro, il crocefisso cui parlò San Tommaso d'Aquino e la testa di San Luca Evangelista - portate al suo capezzale.
I suoi familiari le furono sempre accanto, compresi il re e la regina, e così anche il primogenito Ferrandino il quale, inizialmente molto lontano da casa, non appena ricevuta notizia della malattia della madre subito tornò per confortarla, essendo da quest'ultima massimamente amato. Il secondogenito Pietro era invece malato in letto e in punto di morte, e per questo motivo gli fu tenuta segreta la dipartita della madre, per non cagionargli un dispiacere che avrebbe potuto ucciderlo.
Furono fatte grandissime esequie e la defunta, vestita di broccato bianco, con un cerchio d'oro sulla testa e gioielli e anelli alle dita, fu sepolta nella chiesa dell'Annunziata di Napoli.

## Il fervore religioso
Ippolita morì in odore di santità per via della condotta profondamente religiosa che aveva tenuto in vita: ogni giorno ascoltava tre messe, a volte anche quattro o cinque, in ogni caso non meno di due. Così recitava quotidianamente il rosario e leggeva un libro di preghiere grande quanto un salterio e uno grande quanto un vesperale, stando inginocchiata dinanzi all'immagine della Vergine. Recitava anche sette salmi penitenziali e preghiere in suffragio dei genitori e dei parenti defunti, conservando tale abitudine per più di vent'anni.
Tutte le vigilie dell'Immacolata recitava mille avemaria per onorare la Vergine, cui rivolgeva sempre il proprio pensiero, e molto spesso piangeva pensando alle sue sofferenze. Ogni sabato recitava tre volte il rosario con gran devozione, essendo stata ella stessa a portare questa litania dalla Lombardia a Napoli, e tutte le vigilie dell'Immacolata lo recitava invece sei volte. Il venerdì mattina era solita entrare nella cappella prima della messa e, rimasta da sola, ne chiudeva la porta, quindi pregava prostrata sul pavimento con le braccia in croce per ricordare la passione di Cristo, dicendo cento paternostri e cento avemarie. Dopodiché apriva le porte e faceva entrare i cappellani che dovevano celebrare la messa. Tutti i giorni voleva anche ascoltare le preghiere del vespro.
Il suo animo non era comunque soddisfatto da tante preghiere, cosicché faceva anche pregare altre persone: quando la casa d'Aragona si trovava in stato di grave calamità, nella sua casa si pregava ininterrottamente: le sue donne stavano pronte a due a due, in rigoroso ordine, ginocchioni davanti al crocefisso, dandosi poi il cambio, continuando spesso così giorno e notte. Le candele dinanzi alle immagini di Cristo e della Vergine dovevano rimanere per sua volontà sempre accese fino a che non avesse ottenuto la grazia richiesta.

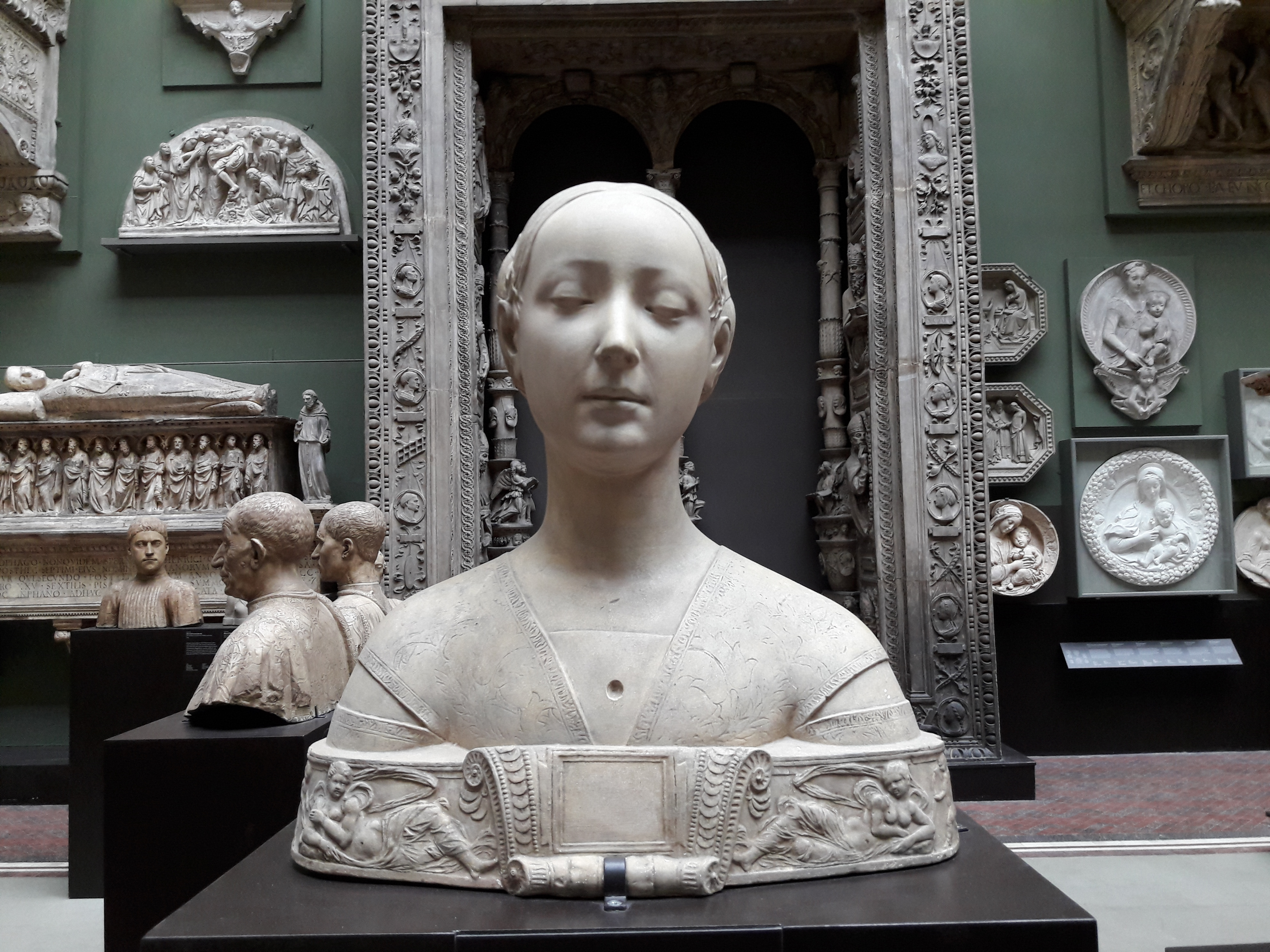
Busto presunto di Ippolita: calco in gesso nel Victoria and Albert Museum di Londra, realizzato intorno al 1899 da un originale conservato a Berlino e andato distrutto durante la seconda guerra mondiale.

Mentre il marito rischiava la vita a Otranto, combattendo per la liberazione della città dai turchi, Ippolita trascorreva le notti inginocchiata in preghiera di fronte all'altare; una volta vi stette ben nove ore consecutive, altre volte sei o sette, a seconda del bisogno che avvertiva in quel momento, e le ginocchia le si piagavano fino all'osso. Quando i suoi cari erano ammalati, ella, oltre ad infinite preghiere, indiceva anche processioni e pellegrinaggi, ottenendone sempre la grazia. Una volta il suo primogenito Ferrandino fu ridotto in fin di vita, senza più speranza di guarigione, cosicché Ippolita, seguita da una moltitudine di fanciulli nudi, fino a mille, e da numerosissime verginelle oranti, più giorni percorse le strade di Napoli scalza per invitare il popolo a pregare per suo figlio, quindi - sempre scalza - si recò fino a Sorrento attraverso un'impervia montagna, percorrendo più di trenta miglia, e finalmente ottenne che Ferrandino fosse risanato. Dopo questa impresa ebbe bisogno che i suoi piedi fossero medicati per più giorni a causa delle piaghe causate dal lungo cammino.
Appena fosse stato esaudito un voto, subito voleva adempiere alle proprie promesse: digiunava, sfamava i poveri, oppure indiceva messe, poi ripeteva l'impegno in suffragio delle anime dei genitori.
Questi fatti ci sono tutti raccontati da fra' Bernardino da Rende, che spesso celebrava per lei le messe, mentre Giovanni Sabadino degli Arienti racconta addirittura di eventi miracolosi: accadde un giorno che il figlio Ferrandino, all'epoca pressappoco ventenne, "per grandeza et prestantia de animo, travagliando uno gagliardo cavallo, quello li cade addosso, per modo che fu levato credendosi fusse morto". Il giovane principe rimase allora in coma per tredici giorni, fino a quando la madre Ippolita, piangendo e invocando devotamente l'aiuto della Vergine con infinite preghiere, ottenne che "li smarriti, o forsi perduti spiriti retornarono ne lo exanimato corpo del figliuolo".
In simili modi aveva anche ottenuto le guarigioni degli altri due figli, Isabella e Pietro, anch'essi ridotti in gravi condizioni, nonché del marito Alfonso e del suocero Ferrante.
Quanto all'elemosina, ogni giorno dava a più di trenta poveri carne, pane e vino, e le aumentava ad altri diciannove alla vigilia dell'Immacolata e in tutte le festività della sua Protettrice. Una volta al mese visitava tutti i prigionieri per consolarli e soleva mandare per pietà i medici di corte ai poveri ammalati. Faceva numerose elargizioni ai monasteri e forniva la dote alle fanciulle povere che si vergognavano di elemosinare. Tutti questi benefici ella voleva fossero fatti il più possibile segretamente, affinché la lode in questa vita non le togliesse quella dell'altra, nondimeno vennero resi noti alla sua morte dalle persone che le furono vicine. Non voleva mai essere ringraziata per quanto faceva, né sopportava di essere lodata.
Aveva una devozione particolare per gli ordini osservanti, ragion per cui portava cinta attorno alla camicia la corda di frate minore. Digiunava durante i quattro tempi canonici e le loro vigilie, e con grande sacrificio anche per l'intera Quaresima, nonché puntualmente ogni sabato. Ogni sera ungeva la fronte dei figli con dell'olio santo, disegnando il segno della croce, e li benediceva con amore prima di mandarli a letto, quindi ripeteva la medesima operazione al mattino.
Anche nel corso della malattia che la condusse alla tomba, Ippolita non si turbò né si sconvolse, ma rimase perseverante nella propria virtù. Nel suo ultimo giorno di vita, sentendo di stare per morire, chiese di ascoltare una messa degli angeli, per andare con essi accompagnata. I suoi parenti si stranirono per questa richiesta, poiché la duchessa non era solita domandare tale messa, e le chiesero se non desiderasse piuttosto una messa della Nunciata, ma Ippolita rimase ferma nel proprio proposito iniziale. Tutto ciò accadde di martedì, che è il giorno proprio degli angeli e che inoltre in quell'anno ricorreva con la festività della Nunziata, cui la duchessa era profondamente devota.

## Discendenza
Dal matrimonio con Alfonso nacquero tre figli:
- Ferdinando detto "Ferrandino" (26 giugno 1467- 7 ottobre 1496), re di Napoli dal 1495 al 1496;
- Isabella (2 ottobre 1470 - 11 febbraio 1524), duchessa di Milano per il matrimonio con Gian Galeazzo Sforza e poi duchessa di Bari. Fu madre di Bona Sforza d'Aragona, moglie di Sigismondo I Jagellone;
- Pietro (31 marzo 1472 - 17 febbraio 1491)[15], principe di Rossano[16].

## Nella cultura di massa

### Letteratura
Le è dedicato il Trattato della laudanda vita e della profetata morte di Ippolita Sforza d'Aragona di Bernardino da Rende.

### Televisione
- Nella serie anglo-italiana I Medici, Ippolita è interpretata dall'attrice francese Gaia Weiss.
- Nella serie britannico-statunitense Da Vinci's Demons, Ippolita è interpretata dall'attrice Jeany Spark.

## Ascendenza
|                        |                        |                      | Genitori           |  |  | Nonni |  |  | Bisnonni           |  |  | Trisnonni         |  |
|                        |                        |                      |                    |  |  |       |  |  | Giovanni Attendolo |  |  | Giacomo Attendolo |  |
|                        |                        |                      |                    |  |  |       |  |  | Giovanni Attendolo |  |  | Giacomo Attendolo |  |
|                        |                        | …                    |                    |  |  |       |  |  | Giovanni Attendolo |  |  |                   |  |
| Giacomo Attendolo      |                        |                      |                    |  |  |       |  |  | Giovanni Attendolo |  |  |                   |  |
|                        |                        | Elisa Petraccini     | Ugolino Petraccini |  |  |       |  |  |                    |  |  |                   |  |
|                        |                        | Elisa Petraccini     | Ugolino Petraccini |  |  |       |  |  |                    |  |  |                   |  |
|                        |                        | Elisa Petraccini     | …                  |  |  |       |  |  |                    |  |  |                   |  |
| Francesco I Sforza     |                        | Elisa Petraccini     |                    |  |  |       |  |  |                    |  |  |                   |  |
|                        |                        | …                    | …                  |  |  |       |  |  |                    |  |  |                   |  |
|                        |                        | …                    | …                  |  |  |       |  |  |                    |  |  |                   |  |
|                        |                        | …                    | …                  |  |  |       |  |  |                    |  |  |                   |  |
| Lucia Terzani          |                        | …                    |                    |  |  |       |  |  |                    |  |  |                   |  |
|                        |                        | …                    | …                  |  |  |       |  |  |                    |  |  |                   |  |
|                        |                        | …                    | …                  |  |  |       |  |  |                    |  |  |                   |  |
|                        |                        | …                    | …                  |  |  |       |  |  |                    |  |  |                   |  |
| Ippolita Maria Sforza  |                        | …                    |                    |  |  |       |  |  |                    |  |  |                   |  |
|                        | Gian Galeazzo Visconti | Galeazzo II Visconti |                    |  |  |       |  |  |                    |  |  |                   |  |
|                        | Gian Galeazzo Visconti | Galeazzo II Visconti |                    |  |  |       |  |  |                    |  |  |                   |  |
|                        | Gian Galeazzo Visconti | Bianca di Savoia     |                    |  |  |       |  |  |                    |  |  |                   |  |
| Filippo Maria Visconti | Gian Galeazzo Visconti |                      |                    |  |  |       |  |  |                    |  |  |                   |  |
|                        |                        | Caterina Visconti    | Bernabò Visconti   |  |  |       |  |  |                    |  |  |                   |  |
|                        |                        | Caterina Visconti    | Bernabò Visconti   |  |  |       |  |  |                    |  |  |                   |  |
|                        |                        | Caterina Visconti    | Regina della Scala |  |  |       |  |  |                    |  |  |                   |  |
| Bianca Maria Visconti  |                        | Caterina Visconti    |                    |  |  |       |  |  |                    |  |  |                   |  |
|                        |                        | Ambrogio del Maino   | …                  |  |  |       |  |  |                    |  |  |                   |  |
|                        |                        | Ambrogio del Maino   | …                  |  |  |       |  |  |                    |  |  |                   |  |
|                        |                        | Ambrogio del Maino   | …                  |  |  |       |  |  |                    |  |  |                   |  |
| Agnese del Maino       |                        | Ambrogio del Maino   |                    |  |  |       |  |  |                    |  |  |                   |  |
|                        |                        | ?...Negri            | …                  |  |  |       |  |  |                    |  |  |                   |  |
|                        |                        | ?...Negri            | …                  |  |  |       |  |  |                    |  |  |                   |  |
|                        |                        | ?...Negri            | …                  |  |  |       |  |  |                    |  |  |                   |  |
|                        |                        | ?...Negri            |                    |  |  |       |  |  |                    |  |  |                   |  |